# Johannes von Carnap
Johannes von Carnap (* 19. April 1698 in Elberfeld (heute Stadtteil von Wuppertal); † April 1746 ebenda) war Bürgermeister von Elberfeld.
Von Carnap wurde als Sohn von Peter von Carnap (1669–1736), Bürgermeister von 1722, und dessen Frau Susanna Teschemacher (1670–1744) geboren. Sein Bruder war der Bürgermeister von 1739, Peter von Carnap. Mütterlicherseits war er der Urenkel von Johannes Teschemacher, der 1616 Bürgermeister gewesen war. Außerdem hatte er noch zahlreiche Onkel und Cousins, die ebenfalls schon mal Bürgermeister gewesen waren. Von Carnap heiratete am 11. Juli 1727 eine entfernte Verwandte, Helena Katharina von Carnap, eine Enkelin des mehrmaligen Bürgermeisters Kaspar von Carnap (1648–1727). Mit ihr hatte er sieben Kinder, von denen drei das Kleinkindalter nicht überlebten.
Johannes von Carnap war in Elberfeld als Kaufmann tätig und wurde 1737 zum ersten und einzigen Mal zum Bürgermeister vorgeschlagen. Gegen die drei Mitbewerber konnte er sich durchsetzen und wurde somit in dem Jahr Bürgermeister. Im Jahr darauf war er Stadtrichter, ansonsten trat er politisch nicht weiter in Erscheinung.